# 尼日尔行政区划

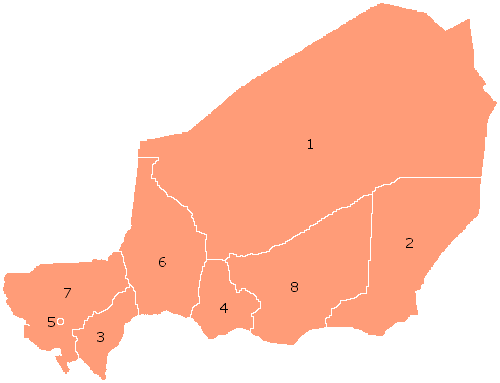
尼日尔行政区划

尼日尔行政區劃，全國一級有7個大區（Regions）和1個首都區（capital district），二級36省（départements），三級265鄉鎮（communes）。
1. 阿加德兹大区
2. 迪法大区
3. 多索大区
4. 马拉迪大区
5. 首都区-尼亚美
6. 塔瓦大区
7. 蒂拉贝里大区
8. 津德尔大区